# ألفريدو كورنيجو كويفاس
ألفريدو كورنيجو كويفاس (بالإسبانية: Alfredo Cornejo Cuevas) (مواليد 6 يونيو 1933) هو ملاكم تشيلي، مثّل بلاده في الألعاب الأولمبية الصيفية 1960.

## روابط خارجية
ألفريدو كورنيجو كويفاس على موقع بوكس ريك (الإنجليزية) (registration required)
- ألفريدو كورنيجو كويفاس على موقع أوليمبيديا (الإنجليزية)